# Sender Gleiwitz
Der Sender Gleiwitz (poln. Radiostacja Gliwicka) ist ein ehemaliger Rundfunksender in Gleiwitz-Petersdorf (polnisch Gliwice-Szobiszowice) in der polnischen Woiwodschaft Schlesien. Sein 118 Meter hoher Sendeturm aus Lärchenholz ist heute der höchste Holzturm der Welt. Der Sender diente überwiegend als Relaisstation für die Schlesische Funkstunde mit Sitz in Breslau, die ab April 1934 im Zuge der Gleichschaltung Reichssender Breslau hieß. Aufgrund des fingierten Überfalls auf den Sender am Vorabend des Zweiten Weltkriegs ist er ein bedeutender polnischer Erinnerungsort. Seit 2005 befindet sich in den Gebäuden des Senders die Abteilung des Museum Gliwice für Rundfunkgeschichte und Medienkunst.

## Geschichte der Anlage
Der Konstrukteur war Paul Meltzer (1869–1953), der zu dieser Zeit mit seiner Firma MEDA in Darmstadt als Pionier im Holzbau eine große Anzahl von Funk-, Sende- und Aussichtstürmen sowie große freitragende Hallen und weitere Bauten aus Holz projektierte.
Der erste Rundfunksender in Gleiwitz wurde am 15. November 1925 an der Raudener Straße in Betrieb genommen.
Dieser verwendete eine an zwei 75 Meter hohen Stahltürmen befestigte T-Antenne. 1928 wurde die Sendeleistung erhöht, dennoch genügte sie bald nicht mehr den Anforderungen. Daher wurde vom 1. August 1934 bis 23. Dezember 1935 an der Tarnowitzer Landstraße (heute ulica Tarnogórska 129) ein neuer Sender gebaut.
Im ursprünglichen Gebäude wurden weiterhin lokale Sendungen produziert, die über ein unterirdisches Kabel an den ca. 5 km nordöstlich gelegenen neuen Standort geleitet und von dort ausgestrahlt wurden.

### Fingierter Überfall am Vorabend des Zweiten Weltkriegs
Im Zuge des Unternehmens Tannenberg inszenierten SS- und SD-Männer ab dem 22. August 1939 mehrere Grenzverletzungen durch Polen, darunter am 31. August einen Überfall auf den Sender, angeblich durch polnische Soldaten. Diese dienten insgesamt propagandistisch als Rechtfertigung für den Überfall auf Polen, der wenige Stunden nach dem Überfall in Gleiwitz begann; entgegen einer verbreiteten Auffassung wurde dieser jedoch nicht ausdrücklich als Kriegsgrund erwähnt. Ungeachtet dessen ist der Sender in Polen neben der Westerplatte und dem Polnischen Postamt in Danzig ein Erinnerungsort für den Beginn des Zweiten Weltkriegs.

### Nachkriegsnutzung

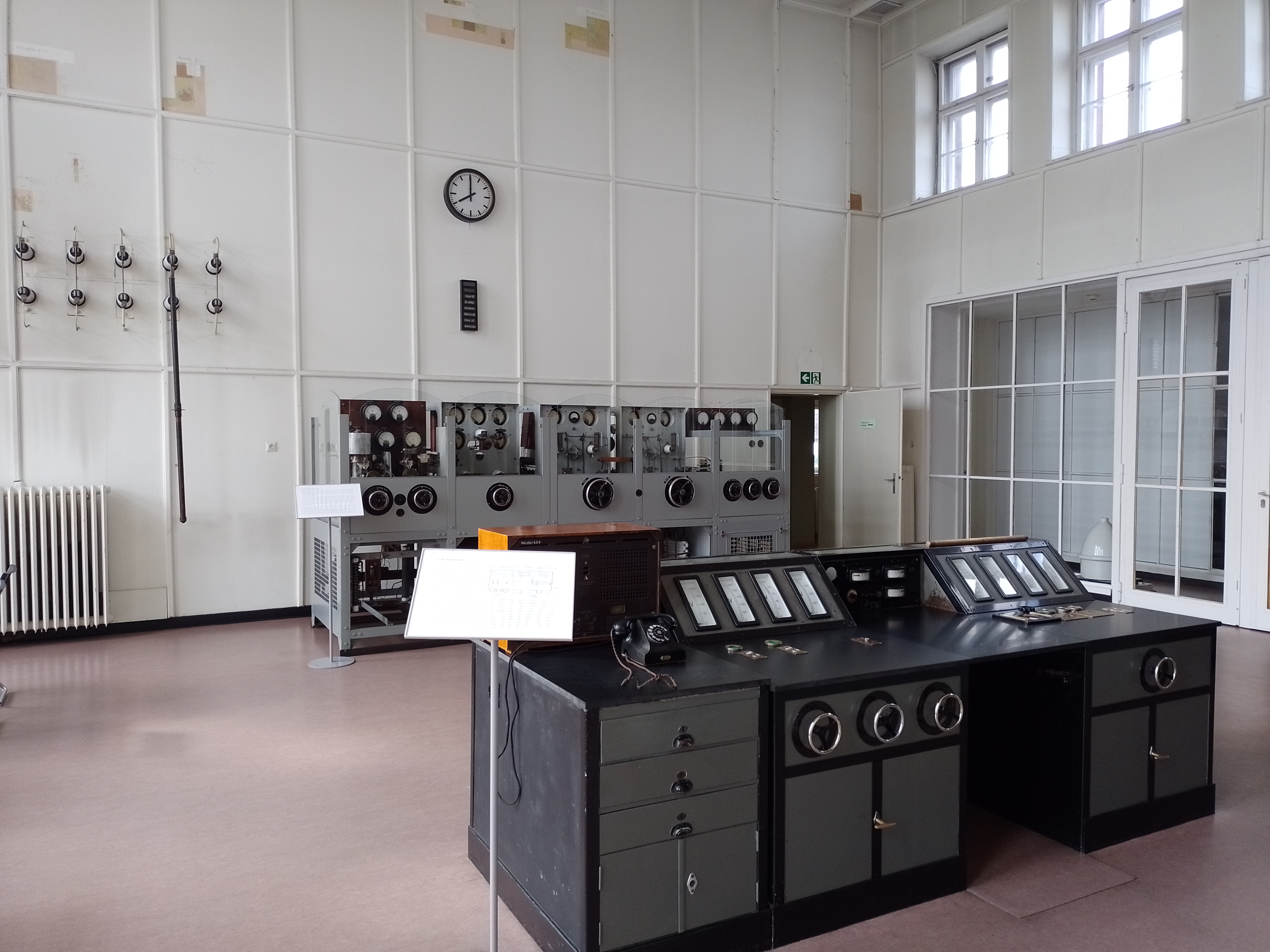
Der Senderaum des Senders Gleiwitz

Ende Januar 1945 ging das Objekt in die Hände der Roten Armee über. Fünf Monate später übergab die sowjetische Seite die Gebäude an die polnische Verwaltung. Es hat noch einige Monate gedauert, bis die Geräte zusammengebaut und neu gestartet wurden. Seit November 1945 hat der Sender Polskie Radio Katowice ausgestrahlt, wurde jedoch erst im März 1946 feierlich eröffnet. Bis 1950 diente sie als Hauptsender der Verbreitung von Radio Katowice auf Mittelwelle, ab 1955 noch als Reservesender.
Daneben diente die Anlage bis Mitte der 1950er Jahre dazu, vor dem Hintergrund des Kalten Kriegs u. a. den Empfang von Radio Vatikan, Radio Belgrad und des von Radio Free Europe in Holzkirchen auf Mittelwelle verbreiteten polnischen Programms zu stören.
Die Innenräume wurden später für die Herstellung von Radioteilen genutzt.
Vorletzte Eigentümerin der Immobilie war die Telekomunikacja Polska S.A., die sie 2002 an die Stadt Gliwice verkaufte. Am 1. Januar 2005 eröffnete diese darin einen von vier Standorten des städtischen Museums Gliwice ein – das Muzeum Historii Radia i Sztuki Mediów – Radiostacja Gliwice (Museum für Rundfunkgeschichte und Medienkunst – Sender Gleiwitz), das unter anderem die alte Rundfunktechnik des Senders zeigt und den inszenierten Überfall von 1939 dokumentiert.
2009 wurde der Komplex renoviert. Zwischen den Gebäuden und dem Turm wurde ein Park mit u. a. zwei Wasserbecken angelegt und eine Illumination installiert. Der Bereich um die Gebäude befindet sich weitgehend im Originalzustand. Erhalten sind auch die mit Eichenlaub verzierte Säule vor dem Sendegebäude sowie das Tor zum Sendegebäude.
Das ehemalige Studiogebäude von 1925 (heute ulica Radiowa) wird heute als Krankenhaus genutzt.

## Sendeturm

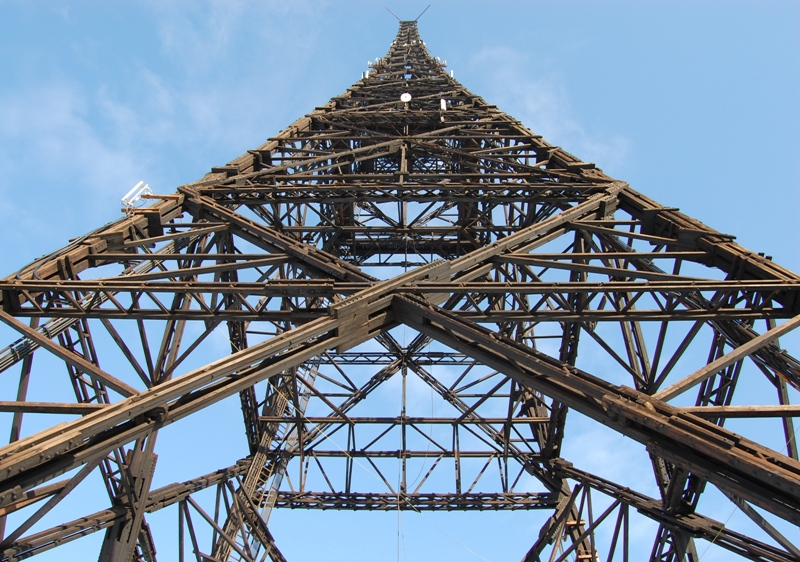
Holzturm (2009)

Der Sendeturm wurde gemeinsam mit der neuen Sendeanlage 1935 als Funkturm aus Holz errichtet. Einschließlich des 8 Meter hohen Antennenmastes erreicht er eine Höhe von 118 Metern. Da seine Bauweise an den Eiffelturm erinnerte, trug er den Spitznamen Schlesischer Eiffelturm.
Der von der Christoph & Unmack AG in Niesky/Oberlausitz hergestellte Turm besteht aus Lärchenholz und wird von ca. 16.000 Messingdübeln zusammengehalten. Auf 40,4 Metern, 55,3 Metern, 80 Metern und 109,70 Metern Höhe besitzt er begehbare Plattformen. Die Plattform auf der Spitze, die über eine Leiter mit 365 Sprossen zugänglich ist, misst 2,13 × 2,13 Meter.
Im Turm befindet sich eine Drahtantenne, die von der Turmspitze zum Abstimmhaus unter den Turmfüßen führt und zum Senden auf Mittelwelle diente, wobei die Sendeleistung 5 Kilowatt und die Sendefrequenz bis 1945 1231 kHz betrug.
Nach Kriegsende diente der Turm auch für Messungen an den Antennen, die in dem zu einer Produktionsstätte umfunktionierten Sendegebäude hergestellt wurden, wofür er durch seine Holzbauweise gut geeignet war.
Heute sind am Turm mehrere Dutzend Antennen, die unter anderem der Notrufzentrale Gleiwitz, Mobilfunknetzbetreibern und dem UKW-Lokalsender Radio CCM dienen. Die ursprüngliche Antenne ist noch vorhanden; allerdings ist der Sender nicht mehr funktionsfähig, da dessen Endstufe demontiert wurde.
Seit im Herbst 1990 der 1932 erbaute, 140 m hohe Holzsendeturm des Senders Żórawina (früher Rothsürben) wegen Baufälligkeit abgerissen wurde, ist der Sendeturm in Gleiwitz der höchste Holzturm der Welt und einer der letzten verbleibenden Sendetürme aus Holz überhaupt.

## Trivia
Die Form des Papstkreuzes in Zabrze ist an die Silhouette des Gleiwitzer Sendeturms angelehnt.